# Austrocenangium nanum
Austrocenangium nanum är en svampart som först beskrevs av E.K. Cash, och fick sitt nu gällande namn av Gamundí 1997. Austrocenangium nanum ingår i släktet Austrocenangium och familjen Helotiaceae.   Inga underarter finns listade i Catalogue of Life.